# 7 vteřin
7 vteřin (v anglickém originále 7 Seconds) je americký akční televizní film režiséra Simona Fellowse z roku 2005. Hlavní role obsadili Wesley Snipes, Tamzin Outhwaite, Pete Lee-Wilson, Dhobi Oparei a Serge Soric. Film byl natáčen převážně v Rumunsku.

## Obsazení
| Wesley Snipes    | Jack Tuliver |
| Tamzin Outhwaite | Kelly Anders |
| Pete Lee-Wilson  | Alexsie      |
| Dhobi Oparei     | Spanky       |
| Serge Soric      | Mikhail      |
| Georgina Rylance | Suza         |
| Adrian Pintea    | Grapini      |
| Andrei Ionescu   | Frank Mercea |
| Adrian Lukis     | Vanderbrink  |
| Elias Ferkin     | Pro 1        |
| Bogdan Farkas    | Pro 2        |
| Tomi Cristin     | kpt. Szabo   |
| Stephen Boxer    | Underhill    |
| Corey Johnson    | Tool         |
| George Anton     | Banner       |